# Tahura parallela
Tahura parallela är en insektsart som beskrevs av Dietrich 2004. Tahura parallela ingår i släktet Tahura och familjen dvärgstritar. Inga underarter finns listade i Catalogue of Life.